# 생활의 발견 (영화)
《생활의 발견》(Turning Gate)은 2002년에 개봉된 대한민국의 영화로, 홍상수의 네 번째 작품이다. 춘천과 경주를 배경으로 6박 7일간의 이야기를 다루고 있다.

## 줄거리
주인공 경수는 연극 배우이다. 연극계에서는 어느 정도 이름이 알려진 배우지만, 영화에 출연했다가 흥행에 실패한다. 차기작 캐스팅을 놓치고 개런티도 거의 받지 못한 경수는 작가인 선배가 있는 춘천으로 내려갔다가 자신의 팬이라는 무용가 명숙을 만난다. 그러나 명숙은 선배가 좋아하던 여자였는데... 경수는 명숙과의 기억을 뒤로하고 이번에는 무작정 기차를 탔다가 우연히 만난 유부녀 선영에게 마음이 끌린다.

## 캐스팅
- 김상경 : 경수 역
- 추상미 : 선영 역
- 예지원 : 명숙 역
- 김학선 : 성우 역
- 전국향 : 성우 사촌누나 역
- 신현종 : 성우 매형 역
- 최희라 : 사촌누나 딸 역
- 안길강 : 영화 감독 역
- 김범춘 : 선영 남편 역
- 이재희 : 선영 엄마 역
- 김보현 : 선영 이모 역
- 구자승 : 선영 동생 역
- 유태균 : 소양호 중년남자 1 역
- 한주환 : 소양호 중년남자 2 역
- 심지은 : 11사단 경수 파트너 역
- 최유리 : 11사단 성우 파트너 역
- 윤기애 : 점쟁이 역
- 오주석 : 바둑기차 남자 역
- 이지훈 : 막창집 양아치 역
- 권은수 : 양아치 여자친구 역
- 임춘자 : 여인숙 할머니 역
- 이방희 : 영화사 여직원 역
- 이명진 : 소양호 여대생 역
- 이유신 : 오리배 타는 여자 역
- 김정희 : 해장국집 여주인 역

## 수상
- 2002년 제47회 아시아 태평양 영화제 감독상 - 홍상수
- 2002년 제10회 춘사영화상 신인남우상 - 김상경
- 2002년 제10회 춘사영화상 여우조연상 - 예지원

## 기타
- 제47회 아태영화제에서 감독상을 받았다.[1]
- 개콘에서 생활의 발견은 이 영화를 패러디한 것이다.